# 블랑카 데 카스티야 왕녀

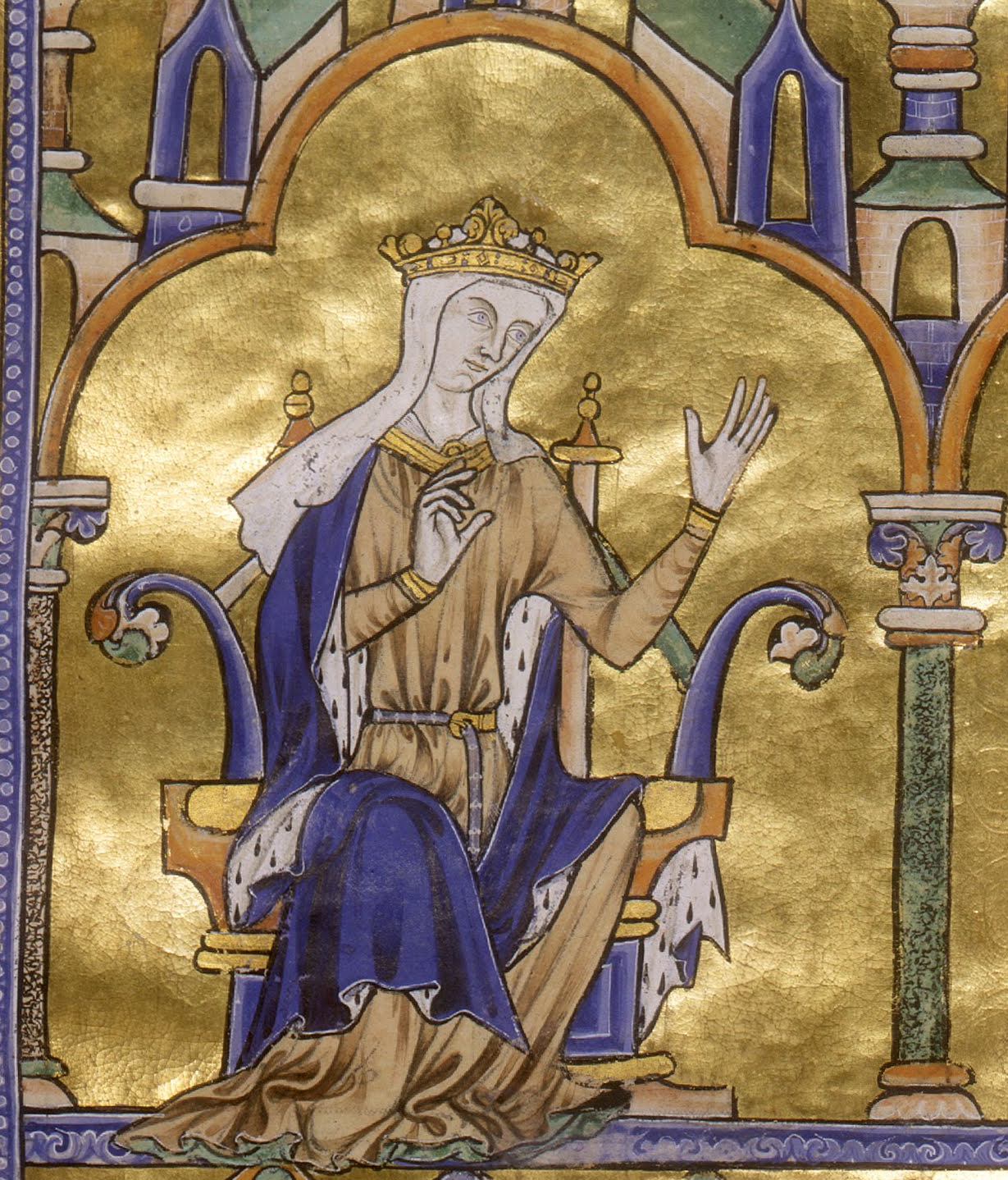
블랑카 데 카스티야

블랑카 데 카스티야(스페인어: Blanca de Castilla, 프랑스어: Blanche de Castille 블랑슈 드 카스티유[*], 1188년 3월 4일 ~ 1252년 11월 27일)는 카페 왕조 출신의 프랑스 왕인 루이 8세의 왕비이다.
카스티야 지방의 팔렌시아 출신이며 카스티야 왕국의 알폰소 8세의 딸로 태어났다. 1200년 5월 프랑스 왕국의 필리프 2세와 잉글랜드 왕국의 존 사이에 체결된 조약에 따라 블랑슈는 프랑스의 루이 8세와 결혼하게 된다.
1226년 남편인 루이 8세가 남부 프랑스를 복속시키기 위한 알비 십자군 원정 도중에 사망하면서 당시 12세였던 아들인 루이 9세가 왕위에 올랐다. 루이 9세는 즉위 당시에 나이가 어렸기 때문에 루이 9세의 어머니였던 블랑슈가 섭정 역할을 수행했다. 1235년 루이 9세는 성년이 되었지만 카스티야의 블랑슈의 그늘에서 벗어나 실제 왕권을 장악한 것은 1241년이었다. 블랑카의 또 다른 아들인 샤를은 시칠리아왕 후에 나폴리왕이 되었다.